# Milionia parva
Milionia parva là một loài bướm đêm trong họ Geometridae.